# Service d'infrastructure de la Défense
Pour les articles homonymes, voir SID.
Le service d’infrastructure de la Défense (SID) est une composante du ministère des Armées français rattachée au secrétariat général pour l'administration. Il est le référent ministériel en matière de construction, de maintenance immobilière, de gestion administrative et technique du patrimoine, et d'énergie (hors carburants opérationnels).

## Historique
- 1560-1604 : création du Grand règlement par Sully
- 1691 : fusion par Vauban de l'administration des Fortifications terrestres et des Travaux maritimes qui créé un corps unique d'ingénieurs militaires
- 1741 : création de formation de l'école de formation des Ingénieurs des bâtiments civils de la Marine par Duhamel de Monceau
- 1748 : création de l'École royale du génie de Mézières : première école du Génie, elle formera les ingénieurs du Roy dont Carnot, du Portail et Rouget de Lisle
- 14 avril 1832 : ordonnance établissant le roulement obligatoire des ingénieurs entre l’état-major du génie et les troupes
- 1874-1875 : création de la première ligne fortifiée par le général Séré de Rivières (1816-1895)
- 1928-1935 : création de la ligne Maginot par le génie Maginot sous la direction du général Belhague (1871-1942)
- 1965-1970 : construction de l'île Longue, port d'attache des sous-marins nucléaires lanceurs d'engins (SNLE), et construction de la base aérienne 200 du plateau d'Albion pour les missiles nucléaires sol-sol balistiques
- 2005 : création d'un service unique consacré à l'infrastructure pour le ministère de la Défense, le SID[2], par la fusion des services constructeurs des trois armées :
  - la direction centrale du génie pour l'Armée de Terre ;
  - la direction centrale de l'infrastructure de l'air pour l'Armée de l’air ;
  - la direction centrale des travaux immobiliers et maritimes pour la Marine nationale.

## Organisation
Le réseau du SID s'est réorganisé profondément en 2011 afin de s'adapter à la nouvelle organisation territoriale des forces (création des bases de Défense) :
- les sept établissements du service d'infrastructure de la Défense (ESID) couvrent l'ensemble des activités de la fonction infrastructure ;
- les unités de soutien de l’infrastructure de la Défense (USID), structures déconcentrées des ESID, qui assistent et conseillent les commandants de bases de défense et les formations dans l’expression de leurs besoins et la programmation des travaux d'infrastructure (elles assurent en particulier la gestion technique et administrative du patrimoine ainsi que le pilotage de la maintenance) ;
- les directions d’infrastructure de la Défense (DID) qui soutiennent les forces de souveraineté en outre-mer et les forces de présence à l'étranger ;
- le SID assure le soutien au stationnement des forces engagées sur les théâtres d'opérations extérieures.

Il comprend :
- la direction centrale du SID (DCSID) à Versailles ;
- le centre d’expertise des techniques de l’infrastructure de la Défense (CETID) à Versailles (il pilote le réseau d’expertise constitué par ses propres experts et les Bureaux expertise (Bex) de chaque ESID) ;
- l’École nationale supérieure des ingénieurs de l'infrastructure militaire (ENSIM) à Angers, chargée de la formation initiale des ingénieurs militaires d'infrastructure (IMI) ainsi que de la formation continue des agents du service;
- en métropole :
  - sept établissements du service d’infrastructure de la Défense (ESID) : Bordeaux, Brest, Île-de-France, Lyon, Metz, Rennes et Toulon,
  - 54 unités de soutien de l’infrastructure de la Défense (USID) rattachées aux ESID, réparties sur l'ensemble du territoire ;
- hors métropole :
  - cinq directions d’infrastructure de la Défense (DID) en Outre-mer : Cayenne (Guyane), Fort-de-France (Martinique), Nouméa (Nouvelle-Calédonie), Papeete (Tahïti) et Saint-Denis (La Réunion),
  - quatre directions d’infrastructure de la Défense (DID) à l’étranger : Dakar (Sénégal), Abidjan (République de Côte d'Ivoire), Djibouti (Djibouti) et Libreville (Gabon).

## Liste des Établissements du Service d'Infrastructure de la Défense
Le service compte actuellement sept établissements en métropole :
| Insigne | Nom                | Localisation                     |
| ------- | ------------------ | -------------------------------- |
|         | ESID de Bordeaux   | Bordeaux (Gironde)               |
|         | ESID de Brest      | Brest (Finistère)                |
|         | ESID Île de France | Saint-Germain-en-Laye (Yvelines) |
|         | ESID de Lyon       | Lyon (Rhône)                     |
|         | ESID de Metz       | Metz (Moselle)                   |
|         | ESID de Rennes     | Rennes (Ille-et-Vilaine)         |
|         | ESID de Toulon     | Toulon (Var)                     |

## Compétences et missions

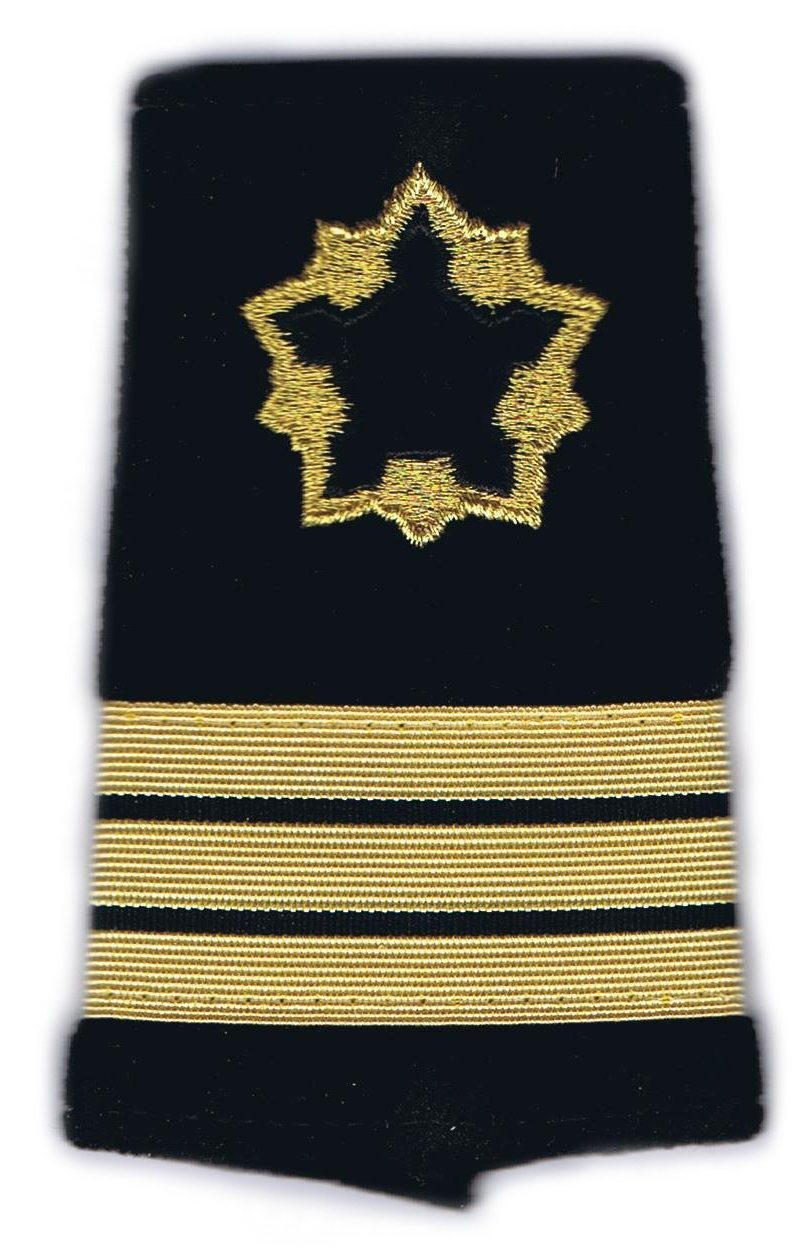
Fourreau d'épaule d'ingénieur militaire d'infrastructure de la Défense

Le SID est compétent en matière de :
- ingénierie de la maintenance ;
- conduite d’opérations ;
- maîtrise d’œuvre ;
- gestion technique du patrimoine ;
- assistance au commandement ;
- achats ;
- travaux de maintenance en régie ;
- gestion domaniale ;
- maitrise de l’énergie ;
- systèmes d’information infrastructure ;
- finances.

Ses missions :
- assistance au commandement : aider et conseiller le commandement dans l’expression de ses besoins, l’opportunité des investissements et la faisabilité des projets ;
- conduite et réalisation : piloter les opérations de construction, de rénovation et de maintien en condition des ouvrages ;
- gestion et maintenance : administrer et entretenir le domaine immobilier de l’État occupé par le ministère des Armées ;
- expertise : apporter les compétences techniques, administratives et juridiques pour répondre aux spécificités des infrastructures militaires ;
- soutien opérationnel : pourvoir aux besoins infrastructure sur les théâtres d’opérations extérieures (OPEX) et concourir au maintien de la posture opérationnelle (Forces aériennes stratégiques, Force océanique stratégique, direction générale de l'Armement, etc.).

## Partenaires et clients
Les forces armées, les directions et les services du ministère des Armées, bénéficiaires du soutien infrastructure, forment les clients du SID.
Les services d’expertise de l’aviation civile, le SNIA (service national d’ingénierie aéroportuaire)  et le STAC (service technique de l’aviation civile) apportent leur expertise pour les aires aéronautiques des bases aériennes et aéronautiques navales.
Les entreprises du bâtiment et des travaux publics (BTP) réalisent, dans le cadre de marchés publics passés par le SID, les travaux des chantiers de la Défense.
L’école du génie (Angers) et l’École nationale supérieure des ingénieurs de l'infrastructure militaire (également à Angers) dispensent les formations à une grande partie des agents civils et militaires du SID.